# Grumman A-6 Intruder
A-6 «Интру́дер» (англ. Intruder — «нарушитель, незваный гость») — американский всепогодный палубный штурмовик-бомбардировщик, спроектированный в конце 1950-х годов и состоявший на вооружении три с половиной десятилетия.

## История создания
По итогам войны в Корее стала очевидной необходимость замены штурмовика А-1 «Скайрейдер» в составе ВМС США современным реактивным самолётом, способным эффективно действовать в сложных климатических условиях и в ночное время. В феврале 1957 года Бюро авиации флота разработало комплекс требований к такому самолёту. Новый ударный самолёт, кроме всепогодности, должен был иметь скорость около 1000 км/ч, боевой радиус 560 км, укороченные взлёт и посадку, экипаж из двух человек. В декабре 1957 года требования были разосланы в восемь авиастроительных фирм: «Боинг», «Дуглас», «Воут», «Мартин», «Белл», «Локхид», «Норт Америкэн», «Грумман». На конкурсе было представлено в общей сложности 12 проектов (в том числе проект самолёта вертикального взлёта и посадки фирмы «Белл»). В апреле 1959 года победителем конкурса была объявлена фирма «Грумман» со своим проектом G-128, которая получила заказ общей суммой около $149.269.000 на изготовление восьми опытных прототипов. Впоследствии, после принятия самолёта на вооружение флота, компания «Грумман» была определена безальтернативным поставщиком. Определённое влияние на победу «Грумман» оказало то, что эта фирма имела большой опыт в создании палубных самолётов и имела тесные связи с ВМС США.
Прототип нового самолёта, имевший обозначение A2F-1, совершил первый полёт 19 апреля 1960 года (лётчик-испытатель — Боб Смит). Всего было построено 8 опытных экземпляров, на которых были установлены поворотные сопла двигателей для обеспечения требуемых взлётных характеристик; позднее от поворотных сопел отказались, поскольку механизации крыла оказалось вполне достаточно. Приёмо-сдаточные испытания начались в октябре 1962 года, а предсерийные экземпляры испытывались в полярных условиях в Гренландии. Первые два серийных самолёта поступили на вооружение эскадрильи VA-42 в феврале 1963 года. Они получили индекс А-6А и словесное название «Интрудер» («вторгнувшийся»).

## Задействованные структуры
В разработке и производстве истребителей были задействованы следующие структуры:
Генеральный подрядчик работ
- Самолёт в целом — Grumman Aircraft Engineering Corp., Бетпейдж, Лонг-Айленд, Нью-Йорк.

Субподрядчики первой очереди
- Электромеханические приводы основной системы управления полётом — Western Hydraulics, Ltd., Ван-Найс, Калифорния;
- Шасси — Cleveland Pneumatic Tool Co., Кливленд, Огайо;
- Аэродинамический тормоз — Aeronca Manufacturing Corp., Мидлтаун;
- Головной обтекатель — Brunswick Corp., Марион, Виргиния;
- Система регулирования температуры в кабине — United Aircraft Corp., Hamilton Standard Division, Виндзор-Локс, Коннектикут;
- Катапультируемые кресла — Martin-Baker Aircraft Co., Мидлсекс, Лондон;
- Привод управления катапультированием — Western Gear Corp., Precision Products Division, Лайнвуд, Калифорния.

Поставщики бортового оборудования по заказу генподрядчика (CFE)
- Стартер/Привод постоянных оборотов — Garrett Corp., AiResearch Manufacturing Co., Лос-Анджелес, Калифорния;
- Система воздушных сигналов — Conrac Corp., Колдуэлл, Нью-Джерси;
- Инерционная навигационная система AN/ASN-31, бортовая цифровая вычислительная машина AN/ASQ-61 — Litton Systems, Inc., Вудленд-Хиллз, Лос-Анджелес, Калифорния;
- Бортовая радиолокационная станция обнаружения воздушных целей AN/APQ-92, радиолокационная станция сопровождения целей AN/APQ-88/112 — United Aircraft Corp., Norden Division, Милфорд/Норуолк, Коннектикут;
- Система управления полётом AN/ASW-16, плановый навигационный прибор — Sperry Rand Corp., Sperry Gyro Division, Финикс, Аризона;
- Командно-пилотажный прибор/корректор высоты AN/AVA-1 — Kaiser Industries, Inc. → Kaiser Aerospace & Electronics Corp., Electronic Division, Пало-Альто, Калифорния.

Поставщики бортового оборудования по госзаказам (GFAE)
- Авиадвигатель — United Aircraft Corp., Pratt & Whitney Division, Ист-Харфорд, Коннектикут;
- Радиолокационный навигационный комплекс AN/APN-153 — Singer Corp., General Precision Laboratories, Плезантвиль, Нью-Йорк;
- Станция предупреждения об облучении AN/ALR-15 — American Electronics Laboratories Inc., Кольмар, Пенсильвания;
- Станция радиоэлектронного подавления AN/ALQ-41 — Sanders Associates, Inc., Нашуа, Нью-Гэмпшир;
- Интегрированная система управления электронными средствами AN/ASQ-57 — Collins Radio Co., Сидар-Рапидс, Айова;
- Станция радиоэлектронного подавления AN/ALQ-51 — Raytheon Co., Бедфорд, Массачусетс;
- Радиовысотомер AN/APN-141 — Bendix Corp., Bendix-Pacific Division, Северный Голливуд, Калифорния; Laboratory for Electronics Corp., Бостон, Массачусетс.
- Бортовое радиоэлектронное оборудование — Applied Technology Inc., Пало-Альто, Калифорния; Magnavox Corp., Форт-Уэйн, Индиана; United Telecontrol Electronics, Inc., Асбери-Парк, Нью-Джерси.

## Варианты

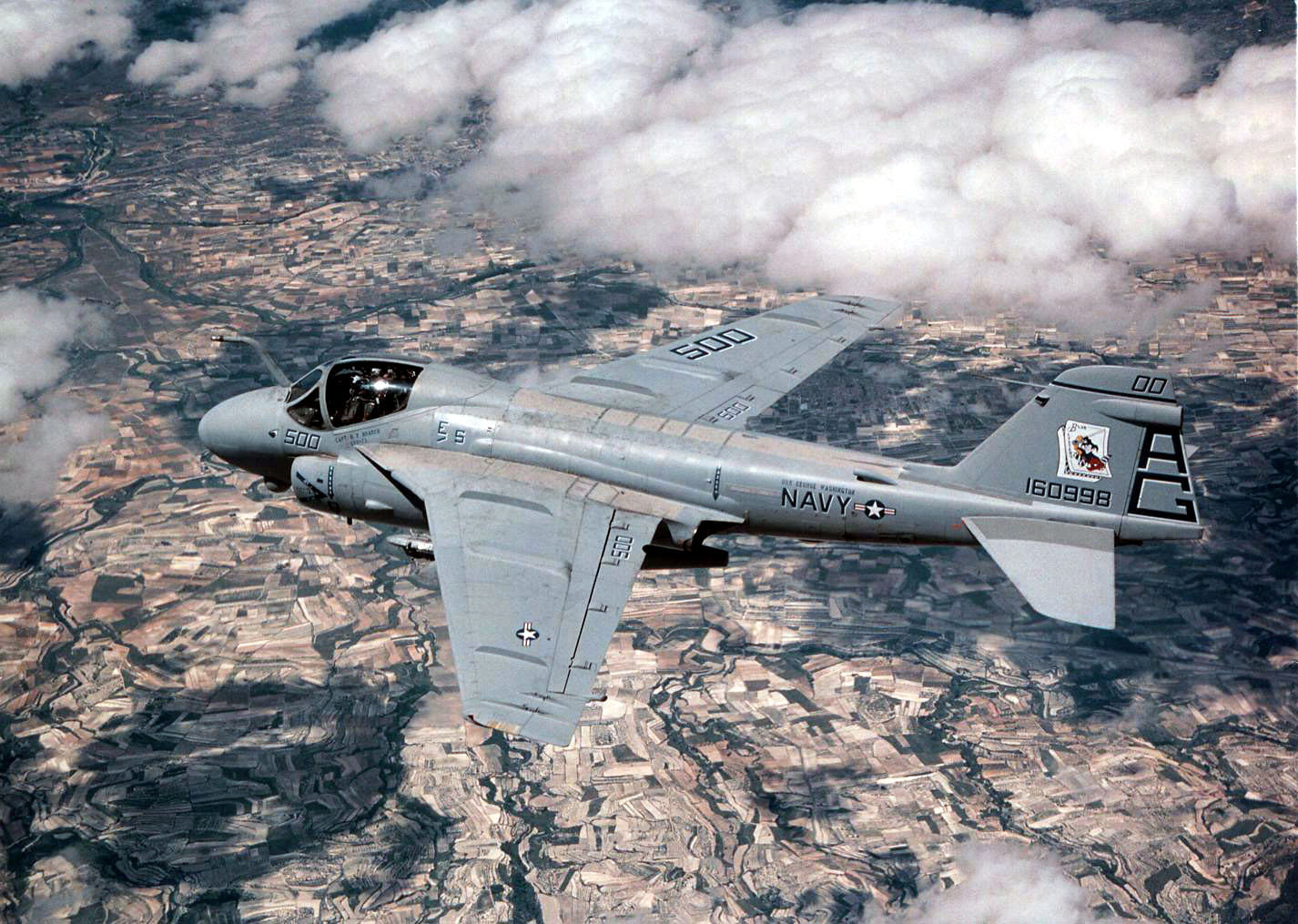
A-6E в полёте

- A2F-1 — обозначение опытных самолётов.
- А-6А — первая серийная модификация. Выпущено 488 машин (включая 6 предсерийных).
- А-6B — модификация, предназначенная для подавления ПВО противника. Несла противорадиолокационные ракеты AGM-45 «Шрайк» и AGM-78 «Стандарт ARM». В 1967—1970 годах переоборудовано 19 самолётов из А-6А. Позднее они были переоборудованы в А-6Е.
- А-6C — создан специально для ударов по целям на «тропе Хо Ши Мина» в тёмное время суток. 12 самолётов переоборудованы в 1970 году; на них была установлена аппаратура для обнаружения наземных целей ночью. После войны все А-6С были переоборудованы в А-6Е.
- А-6E — основная поздняя модификация А-6. Первый полёт совершён 27 февраля 1970 года. Всего ВМС получили 445 самолётов, в том числе около 240 были переоборудованы из более ранних модификаций. На А-6Е установлена многофункциональная РЛС AN/APQ-148 и новая навигационная система. На всех самолётах с 1979 года устанавливался лазерный целеуказатель, позволивший использовать бомбы с лазерным наведением.
- А-6F «Интрудер II» — вариант радикальной модернизации А-6, предложенный в середине 1980-х годов. Первый полёт в августе 1987 года. Самолёт должен был иметь новые двигатели Дженерал Электрик F404, новую РЛС, цифровую авионику и возможность нести ракеты «воздух-воздух» AIM-120. ВМС отказались от этого варианта, предпочтя ему разрабатывавшийся по технологии «стелс» перспективный штурмовик А-12 «Эвенджер II» (программа А-12 была закрыта в 1991 году).
- А-6G — более дешёвый вариант А-6F, сохранявший двигатели J52. Серийно не выпускался.
- ЕА-6A — первая модификация «Интрудера», предназначенная для постановки радиоэлектронных помех. Первый полёт состоялся 26 апреля 1963 года. Выпущено и переоборудовано из А-6А 28 самолётов.
- ЕА-6B «Праулер» — значительно улучшенный ЕА-6А с более мощной системой радиоэлектронной борьбы. Экипаж увеличен до 4 человек. Построено 170 самолётов.
- КА-6D — «летающий танкер». В начале 1970-х годов в эту модификацию было переоборудовано около 90 «Интрудеров», распределённых между всеми боевыми эскадрильями А-6 для обеспечения дозаправок в воздухе.

## Служба

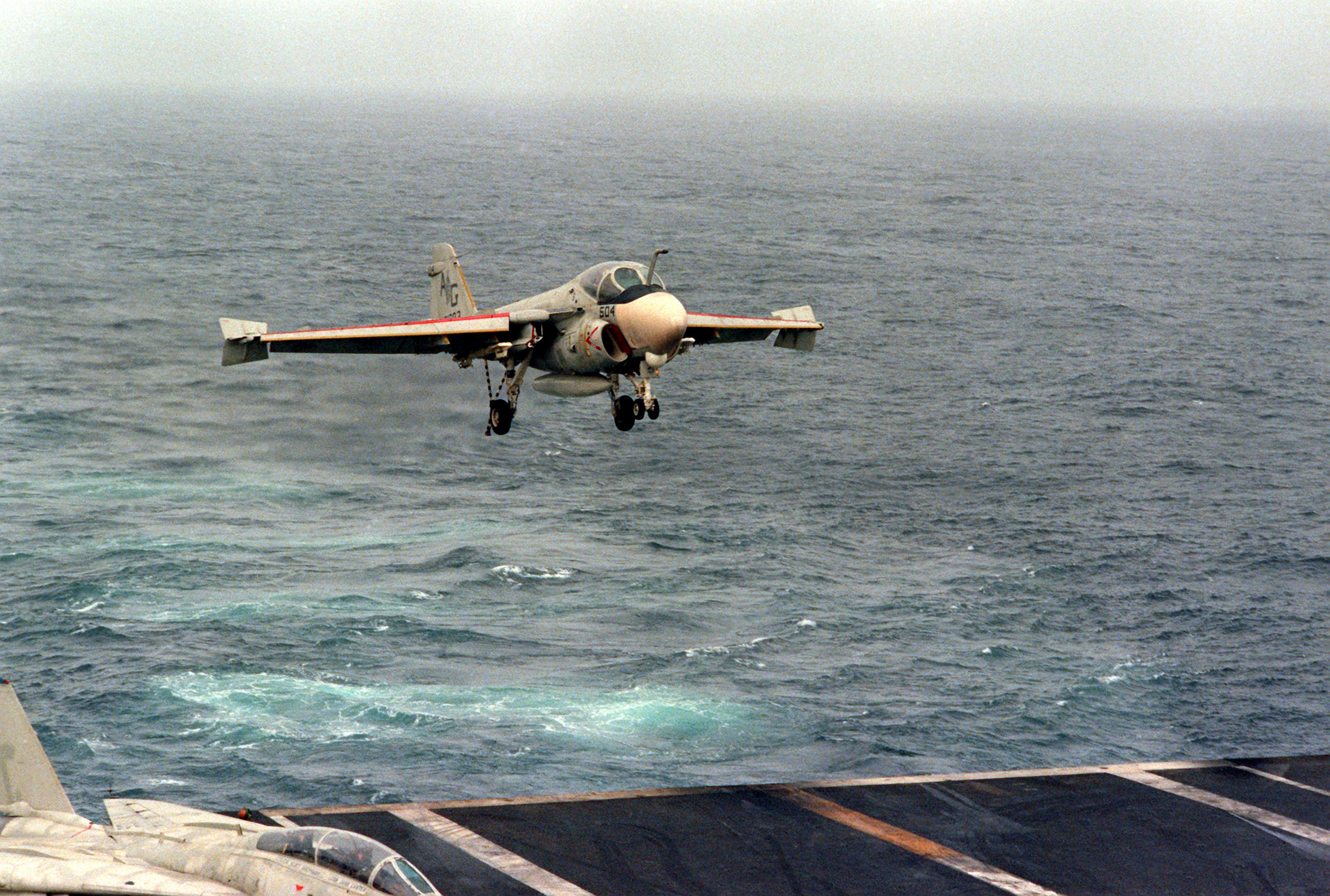
A-6E садится на палубу авианосца

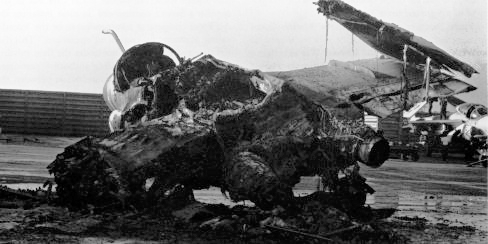
Обломки американского A-6 Intruder, уничтоженного во время войны во Вьетнаме

Самолёты А-6 не поставлялись на экспорт. В США они состояли на вооружении эскадрилий ВМС и корпуса морской пехоты три с половиной десятилетия, получив признание экипажей, о котором свидетельствует многочисленность данных ему прозвищ — «Вдвойне уродливый» (Double Ugly), «Могучий Альфа-Шесть» (The Mighty Alpha Six), «Железный головастик» (Iron Tadpole), «Беременная гуппи» (Pregnant Guppy).
Несмотря на обозначение (литерой А в американской военной авиации обозначаются штурмовики), «Интрудер» не был штурмовиком в классическом понимании, по характеристикам являясь палубным бомбардировщиком — он имел значительную бомбовую нагрузку, большую дальность полёта, нёс оборудование, позволявшее производить очень точное бомбометание.
А-6 принимали участие во Вьетнамской войне с начала полномасштабного американского вмешательства в 1965 году и до его конца, причём в боевых действиях применялись все серийные модификации. Как правило, А-6 наносили удары по наиболее важным целям. Также они летали на «свободную охоту» над Северным Вьетнамом и Лаосом. «Интрудеры» морской пехоты базировались в Южном Вьетнаме и часто применялись для непосредственной поддержки наземных сил. Поначалу основное внимание уделялось максимальной бомбовой нагрузке, и возможности самолёта не использовались в полную силу. Однако при адекватном использовании А-6 достигали значительных результатов, например, в ходе успешного ночного удара по электростанции Уонгби в апреле 1966 года. Как сказал пилот «Интрудера», комментируя один из вылетов: «Видимость была почти нулевой, что сделало погоду идеальной для наших А-6».
С февраля 1967 года А-6 выполняли минирование с воздуха рек в южной части Северного Вьетнама, а в мае 1972 года приняли участие в операции «Pocket Money» (минирование гавани Хайфона). Среди лётчиков военно-морской авиации получил определённую известность эпизод, произошедший в июле 1972 года, когда во время ночного вылета в результате попадания в кабину А-6 очереди зенитного пулемёта погиб штурман, однако лётчику удалось совершить успешную посадку на палубу авианосца.
В 1980-е годы «Интрудеры» участвовали в ряде небольших вооружённых акций США. В 1983 году они поддерживали высадку десанта на Гренаде.
В декабре того же года во время налёта на позиции сирийских войск в Ливане был сбит один А-6 (один пилот погиб, второй попал в сирийский плен и был освобождён через месяц). 

В марте 1986 года «Интрудеры» при помощи противокорабельных ракет AGM-84 потопили два патрульных катера ВМС Ливии, а в ночь на 15 апреля в рамках операции «El Dorado Canyon» совершили налёт на военные объекты в пригородах Бенгази.
В апреле 1988 года A-6 участвовали в потоплении иранского фрегата «Саханд» (Операция «Богомол»).
Последним крупным эпизодом в боевой биографии А-6 было их участие в войне в Персидском заливе в 1990-1991 годах. Один самолёт разбился ещё до начала боевых действий, во время операции «Щит пустыни». В ходе операции «Буря в пустыне» более сотни А-6Е использовались ВМС и КМП для нанесения ударов по военным и промышленным объектам Ирака, а также по иракским и своим войскам. В одном из инцидентов, который произошёл 2 февраля 1991 года, американский A-6 несколько раз подряд атаковал батарею своих же орудий M109A3. Причём атака велась не по территории контролируемой Ираком, а по саудовской территории, в результате атаки орудие M109A3 было подбито, 1 американский артиллерист погиб и 3 было ранено. В ходе боевых действий огнём противника 4 A-6 было сбито и ещё 7 было повреждено. 
Через два года А-6 приняли символическое участие в миротворческой операции ООН в Сомали.
Также они выполняли патрулирование неполётных зон над Ираком и Боснией.
Предложение фирмы Грумман провести коренную модернизацию парка самолётов А-6 было отвергнуто ВМС США в конце 1980-х годов. Хотя планировавшийся на замену «Интрудеру» штурмовик А-12 так и не был построен, А-6 всё же стали снимать с вооружения; окончательно этот процесс был завершён в начале 1997 года. Некоторое число самолётов было затоплено у берегов Флориды для создания так называемого «рифа „Интрудеров“».
Самолёты РЭБ ЕА-6В применялись в ходе военных операций против Югославии (1999) и Ирака (2003), и были окончательно сняты с вооружения в 2018 году
. Предполагается заменить их новым самолётом радиолокационной борьбы ЕА-18G «Граулер».

## След в искусстве
В 1986 году Стивен Кунц, бывший пилот А-6 во время войны во Вьетнаме, написал ставший бестселлером роман «Полёт „Интрудера“» (Flight of the Intruder), сюжет которого развивается вокруг пилотов А-6, участвующих в боевых действиях. На основе романа в начале 1990-х был снят одноимённый фильм и создана компьютерная игра для ряда платформ. А-6 также присутствует в ряде других фильмов (например, «Top Gun», «Мы были солдатами») и компьютерных игр на разных платформах.

## Особенности конструкции
Самолёт A-6 представляет собой моноплан со среднерасположенным стреловидным крылом (угол стреловидности — 25°), двумя двигателями и однокилевым хвостовым оперением. Два члена экипажа сидят рядом, лётчик слева, штурман справа. На рабочем месте штурмана нет органов управления самолётом. Крылья самолёта складываются при размещении в ангаре авианосца. Двигатели расположены в гондолах по бокам фюзеляжа. Шасси трёхстоечное, передняя стойка двухколёсная.

## Подразделения в которых состоял данный самолёт
Авиакрыло авианосца «Корал Си»:
-55 штурмовая авиаэскадрилья А-6Е, KA-6D.
-176 штурмовая авиаэскадрилья А-6Е, KA-6D.
Авиакрыло авианосца «Констеллейшн»:
-196 штурмовая авиаэскадрилья А-6Е, KA-6D.
-139 авиаэскадрилья РЭБ, ЕА-6В
Авиакрыло авианосца «Карл Винсон»:
-52 штурмовая авиаэскадрилья А-6Е, KA-6D.
-134 авиаэскадрилья РЭБ, ЕА-6В.
И другие.

## Тактико-технические характеристики
Приведенные характеристики соответствуют модификации A-6E.
Источник данных: Jane's, 1975; Loftin L. K., Jr., 1985.

Технические характеристики
- Экипаж: 2 пилота
- Длина: 16,64 м
- Размах крыла: 16,15 м
  - сложенного: 7,72 м
- Высота: 4,93 м
- Площадь крыла: 49,1 м²
- Стреловидность по линии 1/4 хорд: 25°
- Коэффициент удлинения крыла: 5,31
- Профиль крыла: NACA 64A005.9 mod - законцовка, NACA 64A009 mod - корень крыла
- Колея шасси: 3,32 м
- Масса пустого: 11 625 кг
- Максимальная масса без топлива: 20 166 кг
- Максимальная взлётная масса:  
  - при взлёте с катапульты: 26 580 кг
  - при взлёте с аэродрома: 27 397 кг
- Максимальная посадочная масса:
  - при посадке на авианосец: 16 329 кг
  - при посадке на аэродром: 20 411 кг
- Силовая установка: 2 × ТРД
- Тяга: 2 × 41,37 кН (4218 кгс)
- Коэффициент лобового сопротивления при нулевой подъёмной силе: 0,0144
- Эквивалентная площадь сопротивления: 0,71 м²

Лётные характеристики
- Максимальная скорость: 1040 км/ч
- Крейсерская скорость: 776 км/ч
- Скорость сваливания: 171 км/ч (с выпущенными закрылками)
- Боевой радиус:  
  - с 1 × 944 кг ядерной бомбой Mk43 и 4 × 1135 л ПТБ: 1432 км
  - с 4670 кг боевой нагрузки и 2 × 1135 л ПТБ: 724 км
- Практическая дальность: 3482 км (без подвесок)
  - с максимальной боевой нагрузкой: 1733 км
- Перегоночная дальность: 5311 км
- Практический потолок: 13 595 м
- Скороподъёмность: 43,68 м/с
- Нагрузка на крыло: 557,6 кг/м²
- Тяговооружённость: 0,34
- Длина разбега: 802 м
- Длина пробега: 640 м
- Аэродинамическое качество: 15,2

Вооружение
- Точки подвески: 5 (по 1633 кг нагрузки у каждого)
- Боевая нагрузка: 7838 кг
- Управляемые ракеты:  
  - ракеты «воздух-воздух»: AIM-9
  - ракеты «воздух-земля»: AGM-45, AGM-65, AGM-84, AGM-88, AGM-123
- Неуправляемые ракеты: блоки с 70 мм или/и 127 мм ракетами
- Бомбы:  
  - ядерные бомбы: B61
  - фугасные бомбы: 28 × Мк.81 или Мк.82, 13 × Мк.83, 5 × Мк.84, 20 × M-117
  - управляемые бомбы: AGM-62, GBU-10, GBU-12, GBU-16
  - кассетные бомбы: 28 × CBU-78 или Mk.20
  - зажигательные бомбы: Mk.77 (с напалмом)
  - мины

## Сравнение с аналогами
|                      | Су-17                 | МиГ-27                | LTV A-7 Corsair II            | Grumman A-6 Intruder          | Mitsubishi F-1                |
| -------------------- | --------------------- | --------------------- | ----------------------------- | ----------------------------- | ----------------------------- |
|                      |                       |                       |                               |                               |                               |
| Первый полёт         | 2 августа 1966 года   | 17 ноября 1972 года   | 27 сентября 1965 года         | 19 апреля 1960 года           | 3 июня 1975 года              |
| Принят на вооружение | 1970 год              | 1975 год              | 1967 год                      | 1963 год                      | 1978 год                      |
| Годы производства    | 1969 — 1990           | 1973 — 1994           | 1965 — 1984                   | 1962 — 1990                   | 1977 — 1987                   |
| Единиц произведено   | 2867                  | 1412                  | 1569                          | 693                           | 77                            |
| Статус               | Состоит на вооружении | Состоит на вооружении | Снят с вооружения в 2014 году | Снят с вооружения в 1997 году | Снят с вооружения в 2006 году |

|                      | SEPECAT Jaguar        | Dassault-Breguet Super Étendard | Hawker Siddeley Buccaneer     | СОКО J-22 Орао        | IAR 93                        |
| -------------------- | --------------------- | ------------------------------- | ----------------------------- | --------------------- | ----------------------------- |
|                      |                       |                                 |                               |                       |                               |
| Первый полёт         | 8 сентября 1968 года  | 28 октября 1974 года            | 30 апреля 1958 года           | 31 октября 1974 года  | 31 октября 1974 года          |
| Принят на вооружение | 1972 год              | 1978 год                        | 1962 год                      | 1978 год              | 1978 год                      |
| Годы производства    | 1968 — 1981           | 1977 — 1983                     | 1961 — 1977                   | 1978 — 1992           | 1976 — 1990                   |
| Единиц произведено   | 573                   | 85                              | 206                           | 165                   | 86                            |
| Статус               | Состоит на вооружении | Состоит на вооружении           | Снят с вооружения в 1993 году | Состоит на вооружении | Снят с вооружения в 1998 году |